# Hrvatski znakovni jezik
Hrvatski znakovni jezik (HZJ) znakovni je jezik gluhih osoba u Hrvatskoj. Priznat je i definiran kao samosvojan jezični sustav s vlastitim gramatičkim pravilima potpuno neovisan o jeziku čujućih osoba 2015. godine donošenjem Zakona o hrvatskom znakovnom jeziku i ostalim sustavima komunikacije gluhih i gluhoslijepih osoba u Republici Hrvatskoj.
Osnovni redoslijed riječi u HZJ-u jest subjekt – predikat – objekt, kao i u govornom hrvatskom jeziku. U širokoj uporabi je dvoručna abeceda, no rjeđe korištena jednoručna abeceda temeljena na međunarodnoj ručnoj abecedi ima službeni status.

## Obrazovanje
Tečajevi hrvatskog znakovnog jezika održavaju se u svim većim gradovima. U Zagrebu dugu tradiciju održavanja tečaja imaju Kazalište, audiovizualne umjetnosti i kultura Gluhih – DLAN, Hrvatska udruga gluhoslijepih osoba 'Dodir' i Savez gluhih i nagluhih grada Zagreba.
Na sveučilišnoj razini hrvatski znakovni jezik izvodi se kao obvezni dvosemestralni predmet (HZJ 1) za studente preddiplomskog studija logopedije na Edukacijsko-rehabilitacijskom fakultetu Sveučilišta u Zagrebu i kasnije tijekom tri godine kao izborni dvosemestralni predmeti (HZJ 2, HZJ 3 i HZJ 4) na preddiplomskom, to jest diplomskom studiju logopedije. Osim toga, na Filozofskom fakultetu Sveučilišta u Zagrebu izvodi se dva jednosemestralna predmeta: Hrvatski znakovni jezik 1 i Hrvatski znakovni jezik 2. 
Lingvistička se istraživanja provode u Laboratoriju za istraživanje znakovnog jezika i kulture gluhih na Edukacijsko-rehabilitacijskom fakultetu Sveučilišta u Zagrebu.

## Vanjske poveznice
- Rječnik hrvatskog znakovnog jezika
- Naučite hrvatski znakovni jezik online!
- Savez gluhih Zagreb
- Dodir